# Leseohren
Leseohren e. V. ist ein gemeinnütziger Verein in Stuttgart mit dem Ziel, Kindern die Freude an der Sprache und am Buch zu vermitteln. Er schult und betreut über 500 ehrenamtliche Vorlesepatinnen und Vorlesepaten, die im Stuttgarter Stadtgebiet in Kindertagesstätten, Stadtteilbibliotheken, Schulen und anderen Trägern regelmäßig vorlesen.

## Aufbau und Entstehung
Die Initiativen Leseohren aufgeklappt und Zeit für Kinder starteten das Stuttgarter Vorleseprojekt im Sommer 2002 als Reaktion auf die Ergebnisse der Pisa-Studie. Eine Anschubfinanzierung für eine hauptamtliche Leitung des Projektes leistete die Breuninger Stiftung. Das Projekt wurde in Zusammenarbeit von Stadtbibliothek Stuttgart, Staatlichem Schulamt und Jugendamt konzipiert. Mithilfe von ehrenamtlichen Vorlesepaten kommen Kinder ergänzend zu Schule und Kita in Kontakt mit Büchern und Geschichten. Ein wichtiges Ziel besteht darin, Kinder zu erreichen, die bislang nur wenig Bezug zu Büchern haben, sie zum Lesen zu motivieren und so ihre Lese- und Sprachkompetenz zu fördern.
Nach der Gründung der Initiative im Jahr 2002 wurde sie 2004 in den gemeinnützigen Verein Leseohren e. V. überführt, damit nach der Anschubfinanzierung Spenden eingeworben und die Kosten für hauptamtliches Personal, die Geschäftsstelle und Qualifizierungsangebote für die Ehrenamtlichen gedeckt werden können. Mittlerweile finanziert sich der Verein durch Mitgliedsbeiträge, einzelne Spenden und Großspenden durch den Stuttgarter Kindertaler und den Initiativkreis Lesen. Darüber hinaus wurde er 2014 in die institutionelle Förderung der Stadt Stuttgart aufgenommen.
Während der Schwerpunkt der Aktivitäten im deutschsprachigen Vorlesen für das Kindergarten- und Grundschulalter liegt, gibt es auch spezielle Angebote in Fremdsprachen und für Kinder der Klassen 5 und 6.